# Stelis campanulifera
Stelis campanulifera är en orkidéart som beskrevs av John Lindley. Stelis campanulifera ingår i släktet Stelis och familjen orkidéer. Inga underarter finns listade i Catalogue of Life.